# Maria-sama ga miteru
Maria-sama ga miteru (jap. マリア様がみてる) – light novel napisana przez Oyuki Konno, ilustrowana przez Reine Hibiki. Została także zaadaptowana jako manga oraz anime.

## Opis fabuły
Osią fabuły są losy kolejnych pokoleń uczennic żeńskiego liceum katolickiego Lillian Gakuen. Obserwujemy je z perspektywy nowej uczennicy tej szkoły, Yumi Fukuzawy. W szkole tej funkcjonuje tzw. system "soeur", polegający na tym, że starsze uczennice opiekują się młodszymi, czyniąc je swoimi "siostrami". Symbolem takiego związku jest przekazanie sobie różańca. 
Yumi, w wyniku zbiegu okoliczności, staje się "siostrą" Sachiko Ogawary, uczennicy drugiego roku, gwiazdy i idolki innych uczennic a także członkini szkolnego samorządu - Yamayurikai. Jego przewodniczącymi są trzy dziewczyny, nazywane różami (żółtą, czerwoną i białą). Każda z nich ma swoją "siostrę", nazywaną "pąkiem", ta zaś opiekuje się wybraną uczennicą pierwszego roku. Yumi i Sachiko należą do tzw. "Rodziny Czerwonej Róży". Kolejne odcinki pokazują wydarzenia, które rozegrały się w przeszłości jak i, przede wszystkim, kolejne lata nauki dziewcząt, prezentując bogatą galerię bohaterek, wśród których na pierwszy plan wysuwają się członkinie samorządu.

## Powieści
Powieści były wydawane od 24 kwietnia 1998 do 28 kwietnia 2012; seria liczy 37 tomów.

## Anime
Dwie trzynastoodcinkowe serie anime były emitowane w japońskiej telewizji w latach 2003-2004. Trzecia, pięcioodcinkowa seria ukazała się w latach 2006-2007 jako OAV. W 2008 rozpoczęto tworzenie czwartej serii telewizyjnej. Od 2003 roku jest też tworzona manga, której rysowniczką jest Satoru Nagasawa.

## Odbiór
Maria-sama ga miteru zdobyło wielką popularność w Japonii a także na całym świecie, manga i anime doczekały się przekładów na inne języki, m.in. angielski i niemiecki, powieść ukazuje się, poza Japonią, także w Niemczech. Istnieje ponadto fanowski przekład powieści dostępny w internecie. Doczekała się także wersji dźwiękowej, wydawanej na płytach audio CD oraz radiowej.

## Wątki homoseksualne
Ze względu na miejsce akcji (żeńska szkoła katolicka) i bliskie relacje łączące uczennice Lillian Maria-sama ga miteru jest przez wielu zaliczana do nurtu yuri, choć w samej fabule wątki homoseksualne są poruszane sporadycznie i koncentrują się wokół Sei Sato, Białej Róży, która w drugiej klasie liceum zakochała się w swojej koleżance Shiori Kubo. Dwie główne bohaterki, Yumi i Sachiko, zostały w powieści określone jako jednoznacznie heteroseksualne, zaś ich związek ogranicza się do bliskiej przyjaźni. Niemniej fani bardzo często tworzą fan fiction i fanarty z poszczególnymi bohaterkami serii, gdzie ukazuje się je jako lesbijki. 
Ponadto rodzina Sachiko zaaranżowała jej małżeństwo z Suguru, jej kuzynem. W miarę rozwoju fabuły wychodzi na jaw, że jest on homoseksualistą i małżeństwo będzie dlań jedynie formalnością.